# Medaile Mihaie Eminescua
Medaile Mihaie Eminescua (moldavsky: Medalia „Mihai Eminescu“) je státní vyznamenání Moldavské republiky. Medaile byla založena roku 1992 a v hierarchii moldavských medailí se nachází na čtvrtém místě.

## Historie a pravidla udílení
Medaile byla založena parlamentem Moldavské republiky dne 30. července 1992 zákonem č. 1123 a nese jméno rumunského básníka Mihaie Eminescua. Udílena je za zvláštní zásluhy v tvůrčí činnosti.

## Popis medaile
Medaile kulatého tvaru o průměru 30 mm je vyrobena z tombaku. Na medaili je vyražen portrét básníka Mihaie Eminescua, po kterém byla také pojmenována.
Stuha široká 25 mm sestává ze středového pruhu červené barvy, na který symetricky z obou stran přiléhají následující proužky: úzký bílý proužek, široký modrý pruh, úzký bílý proužek a proužek žluté barvy.